# (983) Gunila
(983) Gunila es un asteroide perteneciente al cinturón de asteroides descubierto el 30 de julio de 1922 por Karl Wilhelm Reinmuth desde el observatorio de Heidelberg-Königstuhl, Alemania.
Está posiblemente nombrado por una chica del calendario Lahrer Hinkender Bote.